# E. Hitler & Luftwaffe - Greatest Hits
Greatest Hits er et kassettebånd af Errol Norstedt fra 1980 der indeholder sketcher fra kassetterne E. Hilter & Luftkaffe Nr. 1 og E. Hitler & Luftwaffe Nr. 2.
Kassetten indeholder også 2 sange med Smällphete Sigge da er spillet af Norstedts ven Jan-Åke Fröidh.
På sketchen "E. Hitler Plågar Sin Käring", deltager Errol Norstedts daværende kæreste Hanne Mikkelsen.

## Spor
Side A
1. "E. Hitler Inleder" - 02:48
2. "Ibiza" - 03:35 (Smällphete Sigge)
3. "Ronka I Ryssland" - 03:34 (Smällphete Sigge)
4. "Flygstriden Över Timbuktu" - 06:23
5. "Runkan Essebo Runkar Kuk" - 01:30
6. "Perversa Sagostunden (Om Den Perversa Lärarinnan)" - 04:13
7. "E. Hitler Skiter" - 01:59
8. "Diktardags" - 02:02
9. "Smällphete Sigge I Sadistklubben" - 02:41
10. "E. Hitler Plågar Sin Käring" - 01:18

Side B
1. "E. och A. Hilter" - 02:03
2. "Hej På Dig, Evert" - 04:33
3. "V.M. I Skitprat I Uganda" - 06:52
4. "Dösnack" - 00:27
5. "Oberstürmfürher Waldmann" - 03:20
6. "Munken Som Runkade" - 05:09
7. "Talangjakt I Maranata" - 02:23
8. "Vilda Västern" - 01:17
9. "Hos Psykologen" - 02:11
10. "E. Hitler Gaggar I Nattmössan" - 01:46

### Titler på dansk
- Ronka I Ryssland - Spille I Rusland.
- Flygstiden Över Timbuktu - Luftkampen Over Timbuktu.
- Runkan Essebo Runkar Kuk - Runkan Essebo Spiller Pik.
- Perversa Sagostunden Om Den Perversa Lärarinnan - Perverse Sagnstunden Om Den Perverse Lærerinde.
- E. Hitler Skiter - E. Hitler Skider.
- Diktardags - Digterstund.
- E. Hitler Plågar Sin Käring - E. Hitler Plager Sin Kæreste.
- Hej På Dig Evert - Hej Med Dig Evert.
- V.M. I Skitprat I Uganda - V.M. I At Snakke Lort I Uganda.
- Dösnack - Sniksnak.
- Munken Som Runkade - Munken Der Onanerede.
- Talangjakt I Maranata - Talentjagt I Maranata.
- Vilda Västern - Det Vilde Vesten.
- E. Hitler Gaggar I Nattmössan - E. Hitler Pjater I Nattemøllet.